# Elisenda Pineda Traïd
Elisenda Pineda Traïd (Premià de Mar, 17 d'octubre de 1978) és una guionista, còmica, presentadora i actriu catalana.
Ha estat col·laboradora a diferents mitjans de comunicació de ràdio i televisió.

### Televisió
- Zona Urbana (Urbe TV)
- El salt de l’àngel a Televisió de Catalunya amb Àngel Llàcer
- Una història de la literatura
- El llop
- Tot es mou (TV3)

### Ràdio
- Fricandó Matiner (RAC105)
- L'apocalipsi

### Llibres
Ha escrit el llibre “La catalana llengua” (AraLlibres, 2024) amb il·lustracions de Jaume Capdevila.